# (487) Venetia
(487) Venetia est un astéroïde de la ceinture principale découvert par Luigi Carnera le 9 juillet 1902.